# Les Allumés du conseil !
Les Allumés du conseil ! (生徒会にも穴はある!, Seitokai ni mo Ana wa Aru!) est un manga écrit et dessiné par Muchimaro. La série est publiée au Japon depuis avril 2022 dans le magazine mensuel Weekly Shōnen Magazine de l'éditeur Kōdansha. La version française est éditée par Meian depuis janvier 2024.

## Publication
Les Allumés du conseil ! est écrit et dessiné par Muchimaro. Il est publié à partir du 27 avril 2022 par l'éditeur Kōdansha via son magazine mensuel Weekly Shōnen Magazine. L'éditeur Kōdansha publie la série sous format tankōbon à partir du 16 septembre 2022. Le 16 juillet 2025, 10 volumes ont été publiés.
En décembre 2023, Meian annonce la publication de la version française et la sortie des deux premiers volumes pour le 15 janvier 2024.

### Liste des volumes
| no | Japonais          | Japonais          | Français          | Français          |
| no | Date de sortie    | ISBN              | Date de sortie    | ISBN              |
| -- | ----------------- | ----------------- | ----------------- | ----------------- |
| 1  | 16 septembre 2022 | 978-4-06-529086-6 | 12 janvier 2024   | 978-2-38-503321-7 |
| 2  | 16 décembre 2022  | 978-4-06-529991-3 | 12 janvier 2024   | 978-2-38-503322-4 |
| 3  | 17 avril 2023     | 978-4-06-531235-3 | 29 mai 2024       | 978-2-38-503323-1 |
| 4  | 17 août 2023      | 978-4-06-532610-7 | 25 septembre 2024 | 978-2-38-503324-8 |
| 5  | 16 novembre 2023  | 978-4-06-533514-7 |                   |                   |
| 6  | 15 mars 2024      | 978-4-06-534862-8 |                   |                   |
| 7  | 17 juillet 2024   | 978-4-06-536135-1 |                   |                   |
| 8  | 15 novembre 2024  | 978-4-06-537043-8 |                   |                   |
| 9  | 17 mars 2025      | 978-4-06-538704-7 |                   |                   |
| 10 | 16 juillet 2025   | 978-4-06-540003-6 |                   |                   |

## Réception
La série s'est classée première au Next Manga Awards 2023 dans la catégorie manga imprimé,.

### Œuvres
Édition japonaise
1. 1 2  (ja) « 生徒会にも穴はある！（１） », sur Meian (consulté le 16 mai 2024)
2. 1 2  (ja) « 生徒会にも穴はある！（２） », sur Kōdansha (consulté le 16 mai 2024)
3. 1 2  (ja) « 生徒会にも穴はある！（３） », sur Kōdansha (consulté le 16 mai 2024)
4. 1 2  (ja) « 生徒会にも穴はある！（４） », sur Kōdansha (consulté le 16 mai 2024)
5. 1 2  (ja) « 生徒会にも穴はある！（５） », sur Kōdansha (consulté le 16 mai 2024)
6. 1 2  (ja) « 生徒会にも穴はある！（６） », sur Kōdansha (consulté le 16 mai 2024)
7. 1 2  (ja) « 生徒会にも穴はある！（７） », sur Kōdansha (consulté le 24 mai 2024)
8. 1 2  (ja) « 生徒会にも穴はある！（８） », sur Kōdansha (consulté le 2 octobre 2024)
9. 1 2  (ja) « 生徒会にも穴はある！（９） », sur Kōdansha (consulté le 29 janvier 2025)
10. 1 2  (ja) « 生徒会にも穴はある！（１０） », sur Kōdansha (consulté le 16 juillet 2025)

Édition française
1. 1 2  « Les allumés du conseil ! - Tome 01 », sur Meian (consulté le 16 mai 2024)
2. 1 2  « Les allumés du conseil ! - Tome 02 », sur Meian (consulté le 16 mai 2024)
3. 1 2  « Les allumés du conseil ! - Tome 03 », sur Meian (consulté le 16 mai 2024)
4. 1 2  « Les allumés du conseil ! - Tome 04 », sur Meian (consulté le 15 septembre 2024)